# Amir Ordacgi Caldeira
Amir Ordacgi Caldeira (Rio de Janeiro, 1950) é um físico teórico brasileiro.
Recebeu o título de bacharel em 1973 pela Pontifícia Universidade Católica do Rio de Janeiro, o mestrado em 1976 pela mesma universidade, e o Ph.D. em 1980 pela Universidade de Sussex. Seu orientador de Ph.D. foi Anthony Leggett, que recebeu o Prêmio Nobel de Física em 2003.
Tornou-se professor da Universidade Estadual de Campinas (UNICAMP) em 1980. Em 1984 fez pós-doutorado no Kavli Institute for Theoretical Physics (KITP) na Universidade da Califórnia, em Santa Bárbara (UCSB), e no Thomas J. Watson Research Laboratory, no IBM. Em 1994-1995 passou o sabático na Universidade de Illinois, em Urbana-Champaign.
Atualmente é professor titular na Universidade Estadual de Campinas. Em 1986, recebeu o Prêmio Wataghin, da Universidade Estadual de Campinas, pelas suas contribuições à física teórica.
Sua pesquisa é na area de física da matéria condensada, em particular em problemas de dissipação quântica e sistemas de elétrons fortemente correlacionados. Seu trabalho mais conhecido é sobre o chamado modelo de Caldeira-Leggett, que é um dos primeiros e mais importantes estudos de decoerência em sistemas quânticos.

## Artigos selecionados
- A. O. Caldeira and A. J. Leggett, "Influence of damping on quantum interference: an exactly soluble model," Physical Review A 31, 1059 (1985).
- A. O. Caldeira and A. J. Leggett, "Quantum tunnelling in a dissipative system", Annals of Physics 149, 374 (1983).
- A. O. Caldeira and A. J. Leggett, "Path integral approach to quantum brownian motion", Physica A 121, 587 (1983).
- A. O. Caldeira and A. J. Leggett, "Influence of dissipation on quantum tunnelling in macroscopic systems", Physical Review Letters 46, 211 (1985).
- A. H. Castro Neto and A. O. Caldeira, "New model for dissipation in quantum mechanics", Physical Review Letters 67, 1960 (1991).